# Црна кутија
Црна кутија је израз који је у науку увео Ешби, а означава врло сложене системе о чијој структури и начину функционисања мало или готово ништа не знамо. Шта је „црна кутија“ зависи и од субјекта који посматра одређени објекат, појаву или процес. За некога и радио апарат може бити „црна кутија“, док за другога ни једно техничко средство то не може да буде јер у суштини за свако је позната структура и начин функционисања. Сасвим је сигурно да се наука бави „црним кутијама“, истраживањем онога што је непознато. Наспрам „црне кутије“ постоји и појам „бела кутија“ којим се означава спознати објекат, појава или процес. Нешто што је једног тренутка „црна кутија“ временом може постати „бела кутија“.
У кибернетици се израз „црна кутија“ користи и да би се означила метода којом се истражује сложени кибернетски систем. Експериментатор посматра излазне величине и упоређује их са улазним величинама и на основу тога закључује о унутрашњој структури и функционисању система. Односно, експериментатор манипулише улазима (испробавањем) мењајући улазне величине, затим врши класификацију излазних величина (вредности) да би дедукцијом дошао до правила која вреде за истраживани систем. Правила до којих је експериментатор дошао изражавају законитости процеса трансформације улаза у излазе система.
Назив „црна кутија“ настао је на вежбама студената електронике који су добијали неки електронски склоп у црној кутији са отвореним улазима и излазима и имали су задатак да открију о каквом склопу је реч.
Ергономски систем човек-машина је веома сложен систем због човекове сложене природе. Човек је у ствари „црна кутија“, а машина „бела кутија“. Отуда цео систем "човек-машина" јесте црна кутија.

### Црна кутија у авијацији
Данас се најчешће под термином „црна кутија“ подразумева склоп у авионима који снима све битне параметре лета авиона као и разговор посаде са контролним торњем. Функција „црне кутије“ нарочито долази до изражаја приликом истраживања узрока пада авиона, јер је „црна кутија“ тако пројектована да може да поднесе пад авиона па чак и у морску воду. Интересантно је да „црна кутија“ најчешће није црне боје већ наранџасте.